# بلدية سونسون
بلدية سونسون (بالإسبانية: Sonsón) هي بلدية في كولومبيا، تتبع أنتيوكيا، بلغ عدد سكانها 36٬445 نسمة، في 2012، تبلغ مساحتها 1٬323 كيلومتر مربع.

## أعلام
- لويس ألفريدو راموس